# Scottish Division One 1909-1910
La Scottish Division One 1909-1910 è stata la 20ª edizione della massima serie del campionato scozzese di calcio, disputato tra il 16 agosto 1909 e il 30 aprile 1910 e concluso con la vittoria del Celtic al suo decimo titolo, il sesto consecutivo.
Capocannonieri del torneo sono stati Jimmy Quinn (Celtic) e Jock Simpson (Falkirk) con 24 reti ciascuno.

## Stagione
Parteciparono al campionato le stesse squadre della precedente stagione.
Il Celtic conquistò il titolo alla penultima partita pareggiando 0-0 in casa contro l'Hibernian e distanziando definitivamente il Falkirk, col quale aveva perso lo scontro diretto nella giornata precedente (2-0).

## Classifica finale
Fonte:
|       | Pos. | Squadra               | Pt | G  | V  | N  | P  | GF | GS |
| ----- | ---- | --------------------- | -- | -- | -- | -- | -- | -- | -- |
|       | 1.   | Celtic                | 54 | 34 | 24 | 6  | 4  | 63 | 22 |
|       | 2.   | Falkirk               | 52 | 34 | 22 | 8  | 4  | 71 | 28 |
|       | 3.   | Rangers               | 46 | 34 | 20 | 6  | 8  | 70 | 35 |
|       | 4.   | Aberdeen              | 40 | 34 | 16 | 8  | 10 | 44 | 29 |
|       | 5.   | Clyde                 | 37 | 34 | 14 | 9  | 11 | 47 | 40 |
|       | 6.   | Dundee                | 36 | 34 | 14 | 8  | 12 | 52 | 44 |
|       | 7.   | Third Lanark          | 34 | 34 | 13 | 8  | 13 | 62 | 44 |
|       | 7.   | Hibernian             | 34 | 34 | 14 | 6  | 14 | 33 | 40 |
|       | 9.   | Airdrieonians         | 33 | 34 | 12 | 9  | 13 | 46 | 57 |
|       | 10.  | Motherwell            | 32 | 34 | 12 | 8  | 14 | 59 | 60 |
|       | 10.  | Kilmarnock            | 32 | 34 | 12 | 8  | 41 | 53 | 59 |
|       | 12.  | Hearts                | 31 | 34 | 12 | 7  | 15 | 59 | 50 |
|       | 12.  | St. Mirren            | 31 | 34 | 13 | 5  | 16 | 48 | 58 |
|       | 14.  | Queen's Park          | 30 | 34 | 12 | 6  | 16 | 54 | 74 |
|       | 15.  | Hamilton Academical   | 28 | 34 | 11 | 6  | 17 | 50 | 67 |
|       | 16.  | Partick Thistle       | 26 | 34 | 8  | 10 | 16 | 45 | 59 |
| [ 3 ] | 17.  | Morton                | 25 | 34 | 11 | 3  | 20 | 38 | 60 |
|       | 18.  | Port Glasgow Athletic | 11 | 34 | 3  | 5  | 26 | 25 | 93 |

Legenda:
      Campione di Scozia.
      retrocesso in Scottish Division Two 1910-1911.
Regolamento:
Due punti a vittoria, uno a pareggio, zero a sconfitta.
Vigeva il pari merito. In caso di arrivo a pari punti per l'assegnazione del titolo o per i posti destinati alla rielezione automatica era previsto uno spareggio.
Note:
Il Morton fu rieletto per la stagione successiva.